# Стрілецька (Ядринський район)
Стріле́цька (рос. Стрелецкая, чув. Стрелецки або чув. Сала) — присілок у Чувашії Російської Федерації, центр Стрілецького сільського поселення Ядринського району.
Населення — 700 осіб (2010; 677 в 2002, 806 в 1979, 873 в 1939, 1041 в 1926, 773 в 1906, 414 в 1858). Національний склад — чуваші та росіяни.

## Історія
Історичні назви — виселок Городній (Хула), Стрілецьке, Стрілецька Слобода (1917–1940), Сала; до 1935 року присілок статус села. Засновано 1854 року переселенцями колишніх стрільців міста Ядрін. До 1866 року селяни мали статус державних, займались землеробством, тваринництвом, виробництвом одягу, взуття та цегли. На початку 20 століття діяв цегляний завод, 6 вітряків, 1890 року відкрито однокласну земську школу, на початку 20 століття — земське училище, у 1920-ті роки — початкова школа. 1892 року відкрито школу грамоти, з 1908 року — однокласна земська школа, у 1920-ті роки — початкова школа. 1930 року створено колгосп «Новий путь». До 1927 року присілок входив до складу Слободо-Стрілецької та Ленінської волостей Ядрінського повіту (волосний центр у 1909-1927 роках), після переходу 1927 року на райони — у складі Ядринського району.

## Господарство
У присілку діють фельдшерсько-акушерський пункт, клуб, бібліотека, музей, пошта, магазин та їдальня.